# Rosa (chanson)
Pour les articles homonymes, voir Rosa.
Pistes de Les Bourgeois
La Statue
Pistes de Madeleine
Bruxelles Le Plat Pays
Rosa est une chanson de l'auteur-compositeur-interprète Jacques Brel, parue en 1962. Extraite de l'album Les Bourgeois, elle sort également en super 45 tours et est présente sur le 33 tours 25cm Madeleine . 

## La chanson
Avec la chanson Rosa, Jacques Brel, sur un air de tango, évoque ses années de collège (passées dans un établissement catholique de Bruxelles, l'Institut Saint-Louis), son ennui sur les bancs de classes et ses rêveries liées à une cousine nommée Rosa, le tout, finalement empreint de nostalgie pour cette époque, qui le temps passant a cédé la place à celle des désillusions.
«  C'est le plus vieux tango du monde / Celui que les têtes blondes / Ânonnent comme une ronde / En apprenant leur latin / [...] / C'est le tango du collège / Qui prend les rêves aux pièges / [...] / C'est le temps où j'étais dernier / Car ce tango rosa rosæ / J'inclinais à lui préférer / Déjà ma cousine Rosa / [...] / Mais c'est le tango que l'on regrette / Une fois que le temps s'achète / Et que l'on s'aperçoit tout bête / Qu'il y a des épines aux Rosa  »
Le refrain est composé de la 1re déclinaison latine Rosa (« la rose ») :
«  Rosa rosa rosam / Rosæ rosæ rosa / Rosæ rosæ rosas / Rosarum rosis rosis  »
(Texte Jacques Brel, extraits)

## Discographie
1962
- super 45 tours Barclay 70 452 M : Madeleine, Zangra, Les paumés du petit matin, Rosa (le disque est sorti sous deux pochettes différentes)[3],[4].
- 33 tours 30cm Barclay 80 173 Les Bourgeois (paru sans titre à l'origine, l'album sort, également, sous deux pochettes différentes)[5],[6].
- 33 tours 25cm Barclay 80 175 Madeleine (disque paru sans titre à l'origine)[7].

1966
- réédition de l'album 30cm Les Bourgeois sous le titre Le Plat pays (33 tours Barclay 90 015)[8].

1973
- 45 tours Barclay 61.837 : Madeleine, Rosa[9].